# شهرستان رخیه
ناحیهٔ رخیه (به عربی: مدیریة رخیة) یک ناحیه در یمن است که در استان حضرموت واقع شده‌است.
ناحیهٔ رخیه  ۸٬۷۱۵ نفر جمعیت دارد.